# Mike Ford (giocatore di football americano)
Michael Ford (St. Louis, 4 agosto 1998) è un giocatore di football americano statunitense che milita nel ruolo di cornerback per gli Houston Texans della National Football League (NFL).

## Carriera

### Detroit Lions
Dopo non essere stato scelto nel Draft, Ford firmò con i Detroit Lions il 28 aprile 2018. Alla fine del training camp fu svincolato e rifirmò con la squadra di allenamento il 2 settembre. Fu promosso nel roster attivo il 14 novembre dopo che la guardia T.J. Lang fu inserita in lista infortunati. Debuttò nella NFL il 18 novembre partendo come cornerback titolare e giocando negli special team nella vittoria per 20–19 sui Carolina Panthers, facendo registrare due tackle. La sua prima stagione si chiuse con sette presenze, di cui quattro come titolare, con 25 placcaggi.
Nel 2019 Ford disputò 15 partite, facendo registrare 12 placcaggi e due passaggi deviati. Il 21 aprile 2020 firmò un nuovo contratto di un anno. Il 6 settembre fu inserito in lista infortunati. Tornò nel roster attivo il 24 ottobre.
Ford rifirmò con i Lions l’8 marzo 2021. Il 30 agosto fu svincolato.

### Denver Broncos
Il 1º settembre 2021 Ford firmò con i Denver Broncos. Fu inserito in lista infortunati il 16 ottobre. Il 6 novembre tornò nel roster attivo.

### Atlanta Falcons
L’8 aprile 2022 Ford firmò con gli Atlanta Falcons.

### Cleveland Browns
Il 21 marzo 2023 Ford passò ai Cleveland Browns.

### Houston Texans
Il 15 marzo 2024 Ford firmò un contratto biennale con gli Houston Texans.